# 西村徳文
西村 徳文（にしむら のりふみ、1960年1月9日 - ）は、宮崎県串間市出身の元プロ野球選手（外野手・内野手、右投両打）・監督・コーチ、野球解説者・評論家。吉本興業所属。
千葉ロッテマリーンズとオリックス・バファローズの両球団で監督とコーチを務めた。現役時代のニックネームは「走る将軍」。

## 経歴

### 幼少期
幼少期の西村は、地元・串間の方言で「おちゃかろ」と言われるほどのイタズラ好きな子供だったという。串間市立有明小学校には野球部が存在しなかったため、兄とキャッチボールで遊び、串間市立福島中学校に進学してから本格的に野球を始めている。中学まではそれほど俊足ではなかったが、走り幅跳びでは裸足で6m以上跳んだ。

### 中学・高校時代
中学生から野球の練習に励み、1974年には主将を務めて、当時宮崎県中学校体育連盟主催の県大会の会場となる完成直後の宮崎市営球場のこけら落としの試合に逆転勝利したのを皮切りに5勝してこの大会で優勝している。宮崎県立福島高等学校進学後は1年生からベンチ入りし、走力などを高く評価されていた。しかし、厳しい練習やオートバイへの憧れから1年生の秋には一時退部もしている。一番打者、二塁手として活躍し、2年生時の1976年には、春季九州大会県予選決勝に進むが都城高に惜敗。しかし同年夏の甲子園県予選は決勝で日南高に完封勝利、第58回全国高等学校野球選手権大会にチーム初出場を決める。大会では2回戦（初戦）で高田商に乱打戦の末に敗退、西村も無安打に終わる。翌1977年夏は準々決勝で都城商に逆転負け、甲子園には届かなかった。

### 国鉄時代
高校卒業後も西村は安定した就職先として日本国有鉄道鹿児島鉄道管理局（現・JR九州鹿児島支社）に入社し、鹿児島鉄道管理局野球部で野球を続けた。西村も業務と野球の両立に悩んでいたが、入社3年目の1980年にスカウトが視察に来るとプロ入りを目指す。1981年のドラフト会議において、ロッテオリオンズ・ヤクルトスワローズ・南海ホークスからそれぞれ5位指名を受け、ロッテオリオンズへ入団した（串間市出身のプロ野球選手は水谷実雄に続き2人目）。

### ロッテ時代
1982年は9月に代走で初出場し、その秋に監督の山本一義・内野守備走塁コーチの飯塚佳寛から、俊足をさらに生かすためにスイッチヒッターへの転向を勧められる。秋季キャンプから川崎球場近くにあるホテルに、打撃兼外野守備コーチの高畠康真と泊まり込んで猛練習に取り組んだ。
1983年には左打席でプロ初安打、5月には初スタメン。シーズン後半には井上洋一に代わり二塁手として定着。
1984年には初めて規定打席（13位、打率.285）に到達する。
1985年には打率.311で9位となり、初タイトルのベストナインとゴールデングラブ賞（二塁手）を獲得、オフに結婚した。社会人時代の盗塁は数試合に1回程度だったが、1986年から1989年まで4年連続で盗塁王を獲得した。
1987年5月4日の対南海ホークス戦で右手人差指を骨折し、三塁手も経験した。
1989年は選手会長に就任し、主将制度が無かった当時のロッテでチームのまとめ役となった。また、監督の有藤道世の勧めで振り切る打撃を心がけるようになったという。しかし3月11日のオープン戦（対中日ドラゴンズ戦）で右手有鈎骨を骨折し、4月18日に除去手術を受けたために開幕から32試合を欠場した。5月27日の対西武ライオンズ戦で復帰したが、この間に水上善雄・上川誠二・森田芳彦が好調だったため、中堅手にコンバートされ、以後外野手が多くなるが盗塁王になり、打率も3割近くの成績を残した。
1990年3月21日のオープン戦で右太腿の肉離れ、5月17日には左足首の捻挫などの負傷で盗塁数が減ったが、打率.338でパ・リーグ史上初となる両打ち打者での首位打者となる。中堅手としてベストナイン・ゴールデングラブ賞を獲得し、パ・リーグで内野・外野の両方でゴールデングラブ賞を初めて獲得した選手となる。また、2022年終了時点で内外野両方でゴールデングラブ賞（旧・ダイヤモンドグラブ賞）を受賞した選手は西村以外だと、高田繁と稲葉篤紀の2名のみであるが、いずれも外野手から内野手にコンバートされての受賞であり、内野手から外野手へコンバートされての受賞は西村のみである。
1992年4月9日に西村の所有する千葉マリンスタジアムのシーズンシートを千葉市に寄付し、福祉施設の子供が招待されるようになった。
1995年5月9日の対日本ハムファイターズ戦を風疹で欠場し、西村の代わりに起用された諸積兼司が4安打を打ったことを契機に諸積の出番が増えた。
1996年には諸積が中堅手のレギュラーとなる。
1997年は選手登録されていたものの、シーズンを通じて二軍で若手の指導にあたり、同年で現役引退を表明。10月12日のシーズン最終戦が西村の引退試合となり、外野席にはファンが作成した「ダイヤモンドのスピードランナー 疾風のように行け、走れ西村、16年間ありがとう!」という横断幕が掲げられた。

### 千葉ロッテマリーンズコーチ・監督時代
1998年は一軍内野守備走塁コーチを務めた。
1999年は一軍外野守備走塁コーチに転任し、その後は二軍外野守備走塁コーチなどを務めた。
2004年にボビー・バレンタインが監督に就任すると一軍ヘッド兼外野守備走塁コーチに配置転換された。選手とのパイプ役として信頼され、バレンタインがシーズン後に帰国した際は監督代行を務めた。
また西村は人望に優れて選手の信頼も厚く、2009年10月8日にはバレンタイン後任として2010年より監督に就任することが発表された。背番号はコーチ時代と同じ78となり、年俸5,000万円（推定）で2年契約を結んでいる
2010年は監督就任一年目としてチームスローガンに「和」を掲げた。順位予想でロッテが最下位とみなす声が多い中で開幕戦こそ落としたものの、同開幕カードから4カード連続で勝ち越すなど、開幕から1か月を経過しないうちに貯金を10に乗せる。後半戦に入ると選手の疲労や離脱などで7連敗を喫し、8月4日には審判への抗議で自身初の退場処分も受けた。しかし、主力選手と個人面談を行なった翌日から3連勝し、結果的にこの一日が節目となってシーズン最終戦に勝利して3位を確保し、3年ぶりのクライマックスシリーズ出場を決めた。
迎えたクライマックスシリーズでは第1ステージ（対埼玉西武ライオンズ戦）、第2ステージ（対福岡ソフトバンクホークス戦）ともに全試合が相手主催試合ながら勝ち抜き、日本プロ野球史上初となる、レギュラーシーズン3位から日本シリーズ出場権を勝ち取った。同年の日本シリーズ（対中日戦）も4勝2敗1分でロッテを5年ぶり4度目の日本一に導いた。ちなみに監督就任1年目の日本一達成は史上9人目、ロッテでは湯浅禎夫（毎日オリオンズ）以来60年ぶりの快挙となった。傑出した選手が少なく故障者も多い中でチームを束ね、史上初めてレギュラーシーズン3位から日本一を達成した業績が評価され、11月15日に正力松太郎賞を、25日には新設された串間市民栄誉賞を受賞した。12月7日、野球殿堂入り候補者名簿・プレーヤー部門に掲載された。
2011年は優勝したソフトバンクに33.5ゲーム差、5位東北楽天ゴールデンイーグルスに10ゲーム差をつけられて13年ぶりの最下位に終わった。
2012年は開幕4連勝し、その後も6月には貯金を最大15として首位を独走したが、7月以降は徐々に成績を落とし、9月には9連敗で最大で借金5にまで落ち込んだ。2年連続最下位こそは免れたが前年に続きBクラスの5位に終わり、責任を取る形でシーズン終了を以って退任した。これにより、選手時代から31年間在籍し続けたチームを退団した。

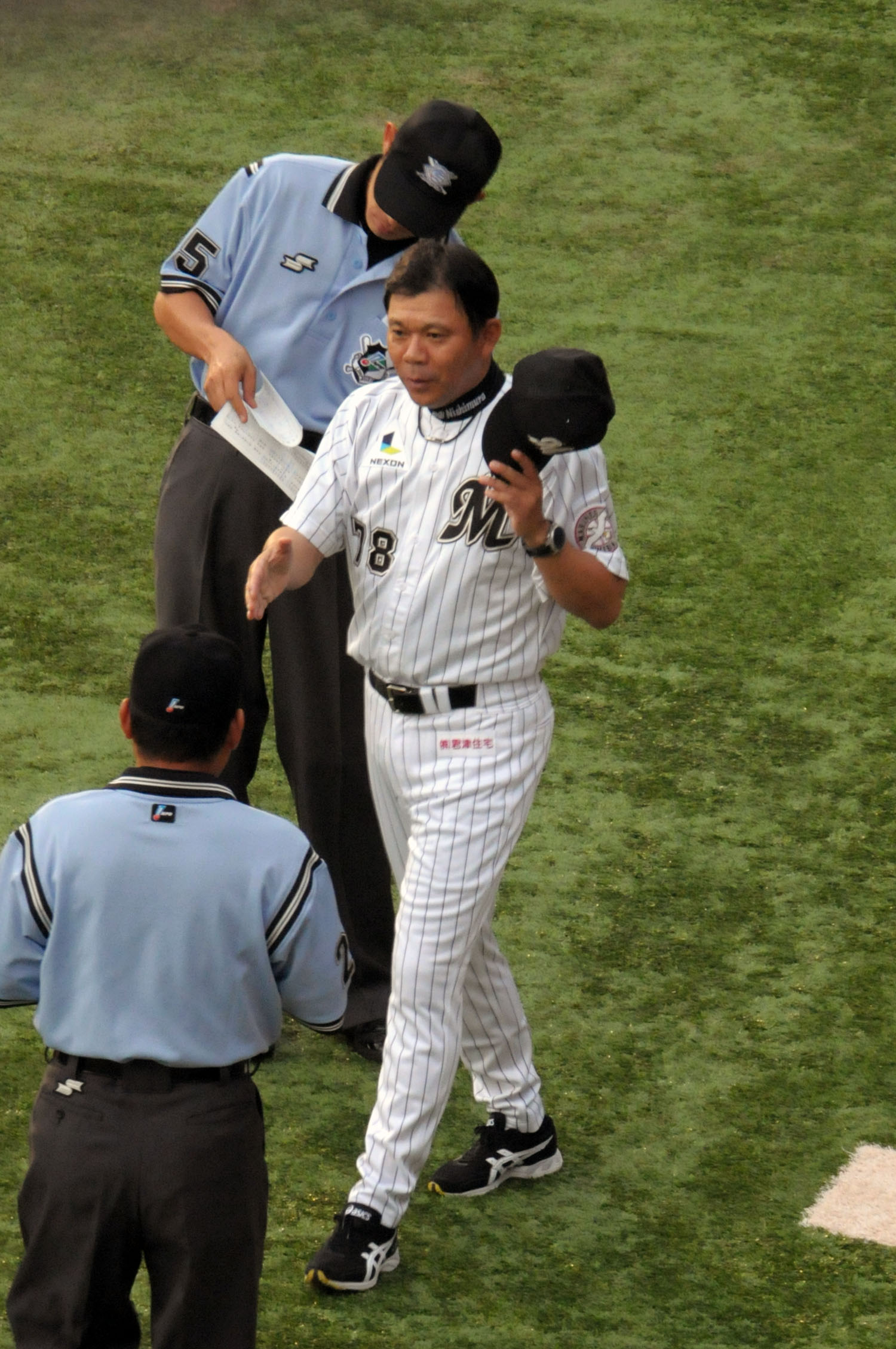
2011年8月6日（QVCマリンフィールド）

ロッテ監督在任時は勝利すると現役時代の応援歌に合わせてファンが外野席で「西村ダンス」を行なっていた（1小節ごとに4種類のポーズを決めるもの）。QVCマリンフィールドではユーロビート調の伴奏が流されていた。監督就任時の2010年の開幕以降は新しく歌詞が付いた。原曲はジョニー・ティロットソンの「Poetry In Motion」である。ちなみに同じ原曲の応援歌はハンファ・イーグルスの白承龍、KTウィズの金東明にも使われていた。

### 千葉ロッテマリーンズ監督退任後
2013年よりサンケイスポーツ野球評論家、FOX SPORTS ジャパンBASEBALL CENTER・BS12 プロ野球中継（いずれも球団制作の試合）の解説を務め、2014年よりよしもとクリエイティブ・エージェンシー所属となった。また同年はJ SPORTSのMLB中継解説を務めた。

### オリックス・バファローズコーチ・監督時代
2015年10月15日に現役時代から親交がある、同郷の福良淳一が監督を務めるオリックス・バファローズの一軍ヘッドコーチに就任することが発表された。
2016年は4年ぶりの最下位に沈み、2017年、2018年も2年連続4位に終わり、10月5日に福良の退任と、翌シーズンより西村が監督に就任することが球団より発表された。
2019年は3年ぶりの最下位に終わった。2020年も続投したが前年に続き最下位に低迷し、8月20日の西武戦で同年4度目の4連敗で16勝33敗4分けとなり、試合終了後に監督を辞任。球団から辞任を要請されて承諾したものであり、「事実上の解任」と報じられている。二軍監督だった中嶋聡が監督代行を務め、おもに一軍と二軍のコーチ陣を入れ替える大きな配置転換が行われた。

### オリックス・バファローズ監督退任後
2021年からはBS12・日テレNEWS24・J SPORTSの野球解説者に復帰する。
2021年10月26日、来年から発足する日本海オセアンリーグの福井ネクサスエレファンツ（従来の福井ワイルドラプターズに代わる新球団）で、会長兼ゼネラルマネージャーに就任することが発表された。現場指導者ではないが、背番号「78」が与えられている。6月26日の富山GRNサンダーバーズ戦では1試合限定の監督代行を務めた（試合は敗戦）。コーチ契約ではないものの、同年新入団の濱将乃介には盗塁技術指導などを熱心に行い、濱を同リーグ初のドラフト支配下指名選手にまで育て上げた。
福井球団が2022年限りで活動を休止した後、2023年1月25日に、ベイサイドリーグ（日本海オセアンリーグが改組改称）のGMに就任することが発表された。同リーグは同年シーズン終了後に事実上運営停止状態に陥り、同リーグの運営を譲渡された株式会社PSUは自社のウェブサイト上で、西村が同リーグの顧問であることを掲載しているが、2024年2月には学生野球資格を回復している（独立リーグを含むプロ野球関係者は同資格を回復できない）。

## 選手としての特徴

### 打撃
プロ入り後のスイッチヒッター転向時には、朝起きると指が痛くて開かないほどの素振りや打撃練習を重ねて左打ちを習得した。利き腕である右の方が腕力が強いため、左打ちで下からバットが出てフライが出やすく、これを防ぐために右手と左手を約2cm離してバットを押し出すなどの工夫を重ねている。こうした努力もあって、左打席に入ることで内野安打を増やし、プロで通用する打撃を確立した。
なお右と左では好不調に差があり、どちらも好調を維持したのは1985年と1990年の2年ぐらいだったという。また、毎年のキャンプ入り直後は左打ちが上手く行えず、両打ちを維持するためには人一倍の練習が要求された。
初球はストライクでも必ず見逃していたという。

### 走塁
4年連続の盗塁王や通算363盗塁を記録するなど、特に盗塁に関してプロ野球史上有数の記録を残した。西村が盗塁で最重要視したのはスタートで、平行にした右足を少し後に下げてつま先をやや開いた状態から、低重心で左足を右足に交錯させて一気にトップスピードに上げていた。この際に交錯が大きすぎるとバランスが崩れ、小さすぎると加速が不十分だったという。
技術に関しては球団から渡されたビデオテープを基に独学し、盗塁王を獲得してからは盗塁の判断を基本的に任されていた。投手の牽制球や捕手の配球についても研究し、リードを広げて変化球の時に盗塁することを目指した。なお、スタートを失敗した際でも帰塁できるようになったことで、盗塁数が大きく増加している。スパイクシューズについては1988年頃まで「こだわりがない」とコメントしていたが、チーム契約と異なる用具メーカーの製品を使用して、1986年から改良を重ねてきた。1989年からは当時の平均（260g）よりもかなり軽い200gのものを使用し、刃は16mmのものに加えて、軟らかいグラウンド用に19mmの長い刃も用意していた。

## 人物
焼酎を好み、ロッテ監督在任時はQVCマリンフィールドの監督室にはブランド焼酎のボトルが数多く並んでいたという（地元の宮崎県は焼酎の名産地である）。
愛称である「走る将軍」は、水戸黄門で水戸光圀を演じていた俳優の西村晃と同姓だったことに由来する。
お笑いコンビ・とんねるずの木梨憲武に似ていることや自身の名前（徳文）と相まって、流行していた『仮面ノリダー』という愛称がついていた。また、お笑いコンビのモンスターエンジンの西森洋一にも似ており、西村がロッテの監督時代に日本一を果たした時期には、当時西森が出演していた番組「ピカルの定理」内にて「和の力 ニシムラ監督」というコントが放送されたことがある。

## 人間関係
家族は妻と2女で、妻は元ミス鹿児島にも選ばれた。
西村から外野手のレギュラーを奪取した諸積兼司や、同郷の黒木知宏には特に慕われている。現役時代は数々のタイトルを獲得しており、当時を代表する名選手であったが、当時のパ・リーグは人気低迷期だったために知名度が低く、その影の薄さが漫画のネタにもなった。
2年後輩である森田芳彦とは、宮崎県串間市立有明小学校→宮崎県串間市立福島中学校→宮崎県立福島高等学校→国鉄鹿児島鉄道管理局→ロッテオリオンズと小学校からプロ入りまで全く同じ経歴である。

## 詳細情報

### 年度別打撃成績
| 年 度     | 球 団     | 試 合 | 打 席 | 打 数 | 得 点 | 安 打 | 二 塁 打 | 三 塁 打 | 本 塁 打 | 塁 打 | 打 点 | 盗 塁 | 盗 塁 死 | 犠 打 | 犠 飛 | 四 球 | 敬 遠 | 死 球 | 三 振 | 併 殺 打 | 打 率 | 出 塁 率 | 長 打 率 | O P S |
| --------- | --------- | ----- | ----- | ----- | ----- | ----- | -------- | -------- | -------- | ----- | ----- | ----- | -------- | ----- | ----- | ----- | ----- | ----- | ----- | -------- | ----- | -------- | -------- | ----- |
| 1982      | ロッテ    | 6     | 0     | 0     | 2     | 0     | 0        | 0        | 0        | 0     | 0     | 0     | 0        | 0     | 0     | 0     | 0     | 0     | 0     | 0        | ----  | ----     | ----     | ----  |
| 1983      | ロッテ    | 95    | 211   | 195   | 26    | 47    | 4        | 2        | 2        | 61    | 12    | 12    | 8        | 9     | 0     | 4     | 0     | 3     | 26    | 4        | .241  | .267     | .313     | .580  |
| 1984      | ロッテ    | 124   | 406   | 368   | 46    | 105   | 17       | 3        | 5        | 143   | 29    | 25    | 13       | 19    | 1     | 11    | 0     | 7     | 23    | 5        | .285  | .318     | .389     | .706  |
| 1985      | ロッテ    | 127   | 569   | 512   | 83    | 159   | 17       | 9        | 6        | 212   | 46    | 33    | 15       | 14    | 5     | 30    | 1     | 8     | 46    | 4        | .311  | .355     | .414     | .769  |
| 1986      | ロッテ    | 105   | 445   | 387   | 71    | 110   | 10       | 1        | 4        | 134   | 29    | 36    | 9        | 18    | 2     | 32    | 1     | 6     | 45    | 1        | .284  | .347     | .346     | .693  |
| 1987      | ロッテ    | 114   | 491   | 440   | 55    | 116   | 11       | 4        | 2        | 141   | 27    | 41    | 14       | 18    | 2     | 29    | 0     | 2     | 49    | 4        | .264  | .311     | .320     | .631  |
| 1988      | ロッテ    | 130   | 593   | 532   | 68    | 136   | 15       | 0        | 3        | 160   | 38    | 55    | 7        | 16    | 2     | 40    | 0     | 3     | 55    | 5        | .256  | .310     | .301     | .611  |
| 1989      | ロッテ    | 96    | 443   | 392   | 61    | 110   | 10       | 5        | 2        | 136   | 17    | 42    | 12       | 8     | 0     | 37    | 1     | 6     | 34    | 2        | .281  | .352     | .347     | .699  |
| 1990      | ロッテ    | 117   | 520   | 438   | 78    | 148   | 27       | 5        | 3        | 194   | 38    | 35    | 8        | 18    | 2     | 59    | 1     | 3     | 40    | 7        | .338  | .418     | .443     | .861  |
| 1991      | ロッテ    | 118   | 503   | 443   | 57    | 122   | 14       | 2        | 2        | 146   | 17    | 23    | 6        | 13    | 1     | 43    | 6     | 3     | 31    | 2        | .275  | .343     | .330     | .672  |
| 1992      | ロッテ    | 97    | 394   | 348   | 34    | 75    | 11       | 6        | 1        | 101   | 27    | 14    | 2        | 11    | 1     | 34    | 0     | 0     | 36    | 3        | .216  | .285     | .290     | .575  |
| 1993      | ロッテ    | 103   | 404   | 352   | 43    | 88    | 10       | 6        | 1        | 113   | 28    | 21    | 7        | 12    | 3     | 37    | 1     | 0     | 43    | 4        | .250  | .319     | .321     | .640  |
| 1994      | ロッテ    | 75    | 215   | 194   | 27    | 48    | 7        | 0        | 2        | 61    | 11    | 15    | 3        | 4     | 1     | 14    | 0     | 2     | 20    | 0        | .247  | .303     | .314     | .618  |
| 1995      | ロッテ    | 91    | 191   | 150   | 31    | 32    | 4        | 0        | 0        | 36    | 7     | 7     | 3        | 14    | 0     | 27    | 0     | 0     | 21    | 2        | .213  | .333     | .240     | .573  |
| 1996      | ロッテ    | 34    | 31    | 25    | 9     | 2     | 0        | 0        | 0        | 2     | 0     | 4     | 0        | 0     | 0     | 6     | 0     | 0     | 2     | 0        | .080  | .258     | .080     | .338  |
| 1997      | ロッテ    | 1     | 1     | 1     | 0     | 0     | 0        | 0        | 0        | 0     | 0     | 0     | 0        | 0     | 0     | 0     | 0     | 0     | 0     | 0        | .000  | .000     | .000     | .000  |
| NPB：16年 | NPB：16年 | 1433  | 5417  | 4777  | 691   | 1298  | 157      | 43       | 33       | 1640  | 326   | 363   | 107      | 174   | 20    | 403   | 11    | 43    | 471   | 43       | .272  | .333     | .343     | .676  |

- 各年度の太字はリーグ最高

### 年度別監督成績
| 年 度     | 球 団      | 順 位     | 試 合 | 勝 利 | 敗 戦 | 引 分 | 勝 率 | ゲ ｜ ム 差            | 本 塁 打               | 打 率                  | 防 御 率               | 年 齡                  |
| --------- | ---------- | --------- | ----- | ----- | ----- | ----- | ----- | ---------------------- | ---------------------- | ---------------------- | ---------------------- | ---------------------- |
| 2010      | ロッテ     | 3位       | 144   | 75    | 67    | 2     | .528  | 2.5                    | 126                    | .275                   | 4.10                   | 50歳                   |
| 2011      | ロッテ     | 6位       | 144   | 54    | 79    | 11    | .406  | 33.5                   | 46                     | .241                   | 3.40                   | 51歳                   |
| 2012      | ロッテ     | 5位       | 144   | 62    | 67    | 15    | .481  | 10.0                   | 64                     | .257                   | 3.13                   | 52歳                   |
| 2019      | オリックス | 6位       | 143   | 61    | 75    | 7     | .449  | 16.0                   | 102                    | .242                   | 4.05                   | 59歳                   |
| 2020      | オリックス | 6位       | 53    | 16    | 33    | 4     | .327  | 12.0                   | 35                     | .244                   | 4.38                   | 60歳                   |
| 通算：5年 | 通算：5年  | 通算：5年 | 629   | 269   | 321   | 39    | .456  | Aクラス1回、Bクラス4回 | Aクラス1回、Bクラス4回 | Aクラス1回、Bクラス4回 | Aクラス1回、Bクラス4回 | Aクラス1回、Bクラス4回 |

※1　通算成績には2004年7月28日ロッテ・バレンタイン監督欠場時の監督代理1試合(勝利)を含む
※2　2020年は8月20日までの成績
※3　太字は日本一
ポストシーズン
| 年 度 | 球 団  | 大 会 名                                             | 相 手                                      | 勝 敗                         |
| ----- | ------ | ---------------------------------------------------- | ------------------------------------------ | ----------------------------- |
| 2010  | ロッテ | パ・リーグ クライマックスシリーズ ファーストステージ | 埼玉西武ライオンズ （パ・リーグ2位）       | 2勝0敗=ファイナルステージ進出 |
| 2010  | ロッテ | 同 ファイナルステージ                                | 福岡ソフトバンクホークス （パ・リーグ1位） | 4勝3敗=日本シリーズ進出       |
| 2010  | ロッテ | 日本シリーズ                                         | 中日ドラゴンズ （セ・リーグ1位）           | 4勝2敗1分=日本一              |

- 勝敗の太字は勝利したシリーズ。

### タイトル
- 首位打者：1回 （1990年）
- 盗塁王：4回 （1986年 - 1989年）

### 表彰
- ベストナイン：2回 （二塁手部門：1985年 外野手部門：1990年）
- ゴールデングラブ賞：2回 （二塁手部門：1985年 外野手部門：1990年）
- 正力松太郎賞：1回 （2010年）※監督として表彰
- 日本プロスポーツ大賞 功労賞 （2010年）[41]
- ベスト・ファーザー イエローリボン賞 in 「プロ野球部門」 （2010年）
- 串間市民栄誉賞 （2010年） ※同賞制定第1号となる受賞

### 記録
初記録
- 初出場：1982年9月14日、対阪急ブレーブス後期6回戦（宮城球場）、7回裏にレロン・リーの代走として出場
- 初盗塁：1983年4月26日、対南海ホークス4回戦（川崎球場）、6回裏に二盗（投手：矢野実、捕手：香川伸行）
- 初安打：同上、8回裏に大坪幸夫から二塁打
- 初先発出場：1983年5月22日、対阪急ブレーブス7回戦（川崎球場）、8番・二塁手として先発出場
- 初本塁打・初打点：1983年6月19日、対阪急ブレーブス13回戦（阪急西宮球場）、3回表に永本裕章から3ラン

節目の記録
- 1000安打：1991年7月20日、対福岡ダイエーホークス15回戦（平和台球場）、1回表に村田勝喜から左前安打 ※史上162人目
- 1000試合出場：1991年8月18日、対日本ハムファイターズ21回戦（福島県営あづま球場）、1番・中堅手として先発出場 ※史上296人目
- 300盗塁：1991年9月29日、対近鉄バファローズ25回戦（川崎球場）、7回裏に二盗（投手：赤堀元之、捕手：山下和彦） ※史上21人目
- 350盗塁：1994年8月26日、対福岡ダイエーホークス19回戦（千葉マリンスタジアム）、8回裏に三盗（投手：矢野未乗、捕手：安田秀之） ※史上14人目

その他の記録
- オールスターゲーム出場：5回 （1985年、1987年、1988年、1990年、1993年）

### 背番号
- 32 （1982年 - 1986年）
- 3 （1987年 - 1997年）
- 78 （1998年 - 2012年） ※福井ネクサスエレファンツGM（2022年）としてもこの背番号が与えられていた。
- 77 （2016年 - 2020年8月20日）

## 関連情報

### 著書
- 『和 - 信じぬく力』（潮出版社：2011年3月） - ISBN 978-4267018688
- 『和のちから』（ダイヤモンド社：2011年3月） - ISBN 978-4478015322